# Turó de Cal Bord
El Turó de Cal Bord és una muntanya de 460 metres que es troba al municipi de Sant Martí Sarroca, a la comarca de l'Alt Penedès.